# Jenny Jones, Baroness Jones of Moulsecoomb

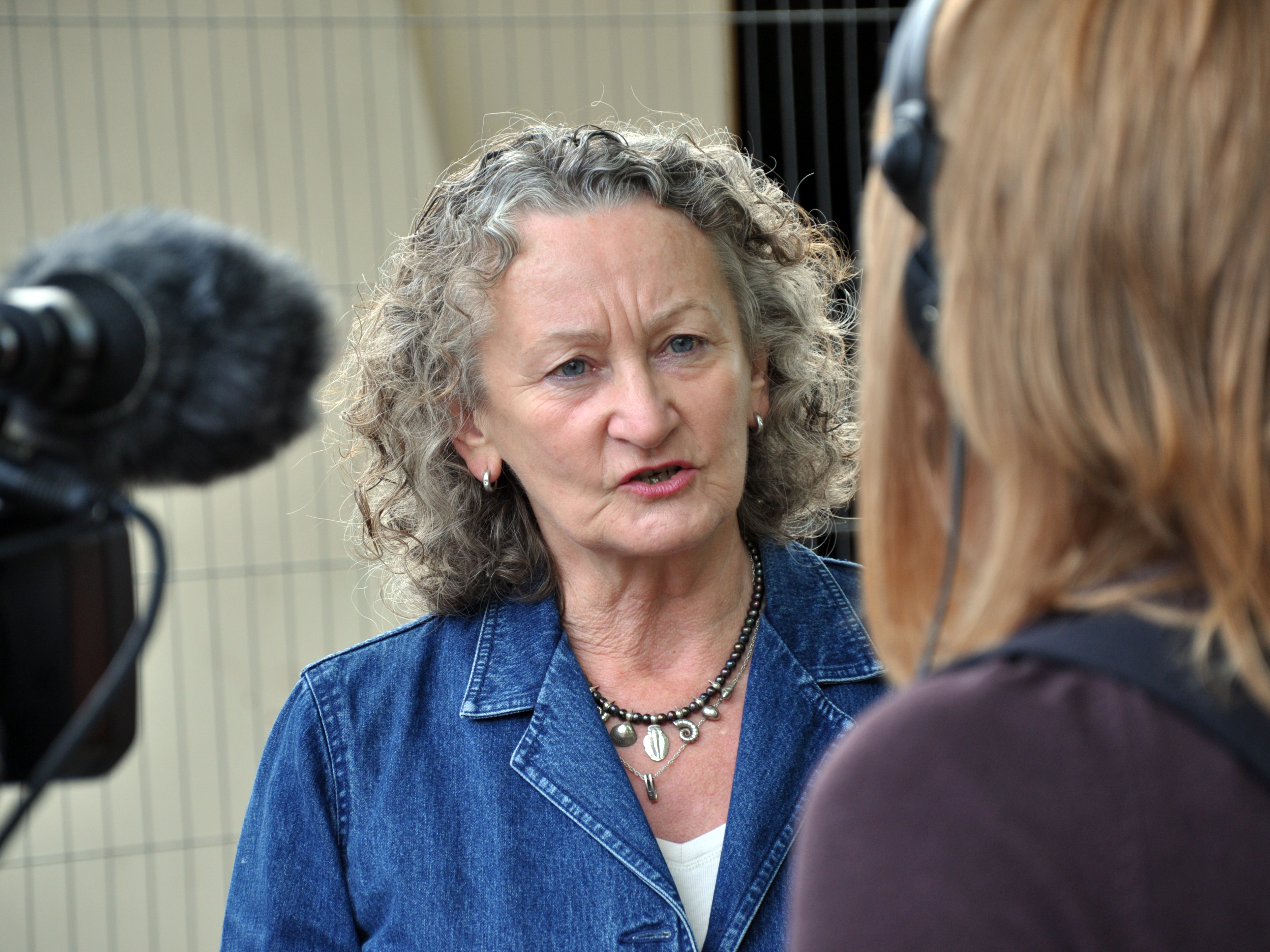
Jenny Jones bei einem Interview in Norwich, 2010

Jennifer „Jenny“ Helen Jones, Baroness Jones of Moulsecoomb (* 23. Dezember 1949 in Brighton) ist eine britische Politikerin der Green Party of England and Wales und Life Peer.
Sie studierte Archäologie am University College London. Vor ihrer politischen Karriere arbeitete sie im Bereich Finanzcontrolling und etwa zehn Jahre als Archäologin. Seit 1988 ist sie Mitglied in ihrer Partei.
Seit 2000 ist sie für ihre Partei in der London Assembly. Bei ihrer Tätigkeit für die London Assembly lagen ihre Hauptschwerpunkte in den Bereichen Transport, Wohnungsbau- bzw. Planung und im Bereich der Polizei. Von Mai 2003 bis Juni 2004 war sie als stellvertretende Bürgermeisterin von London. Jones war von 2006 bis 2010 die einzige grüne Gemeinderätin im Gemeinderat von London-Southwark. Nach einer Liste im Evening Standard von 2011 zählt sie zu den 1000 einflussreichsten Personen von London. Sie kandidierte für das Amt als Londoner Bürgermeisterin für die Wahl 2012, dabei erhielt sie den drittmeisten Stimmenanteil.
Sie setzte sich ein für gesunde Ernährung für Schulen, Krankenhäusern oder anderen öffentlichen Einrichtungen. Ebenso ist sie für eine bessere Ernährung von armen Menschen. Im Hinblick auf Obdachlosigkeit und die hohen Immobilienpreise in London engagierte sie sich für bezahlbaren Wohnraum. Einen großen Fortschritt konnte sie im Bereich Verkehrssicherheit erzielen, mit einem deutlichen Rückgang an Verkehrstoten.
Am 20. September 2013 wurde sie mit dem Titel Baroness Jones of Moulsecoomb, of Moulsecoomb in the County of East Sussex, zum Life Peer erhoben und damit Mitglied des House of Lords. Sie ist damit die vierte Parlamentarierin auf nationaler Ebene in der Geschichte ihrer Partei, zwei davon waren jahrzehntelange Mitglieder des House of Lords, die zu den Grünen wechselten, die andere ist Caroline Lucas, gewählte Abgeordnete des House of Commons.
Jones, die für den Brexit gestimmt hat, sprach sich im Februar 2023 dafür aus, dass das Vereinigte Königreich der Europäischen Union wieder beitreten sollte.